# Latająca platforma

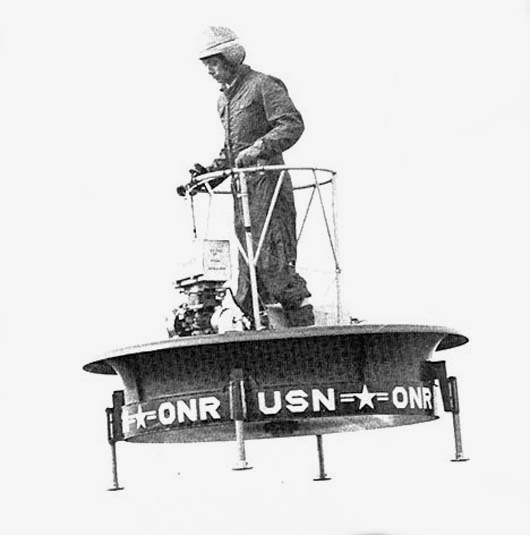
Amerykańska latająca platforma Hiller VZ-1 Pawnee

Latająca platforma – rodzaj lekkiego statku powietrznego umożliwiającego pionowy start i lądowanie, zawis, oraz poruszanie się w dowolnym kierunku. Głównym odbiorcą tych urządzeń miało być wojsko. Konstruktorzy starali się by obsługa i sterowanie latającą platformą było maksymalnie uproszczone – tak by mogli kierować nią żołnierze bez specjalistycznego, lotniczego przygotowania.
Powstało zaledwie kilka modeli tego rodzaju statków powietrznych.
Najbardziej zaawansowanym był projekt amerykański: Hiller VZ-1 Pawnee. Powstał on na początku lat pięćdziesiątych XX w. Siłę nośną wytwarzały dwa ustawione poziomo przeciwbieżne wirniki (układ Kamowa). Nad obudowanymi wirnikami znajdowało się stanowisko pilota, silnik, zbiornik paliwa oraz inne urządzenia pomocnicze.
Radziecką odpowiedzią na projekt amerykański był „Turbolot” – zademonstrowany po raz pierwszy w 1958 po Moskwą. Turbolot napędzany był ustawionym pionowo silnikiem turboodrzutowym. Obok znajdowała się obudowana kabina pilota i zbiornik paliwa. Całość zabudowana została na metalowej kratownicy. Do sterowania służyły stery strumieniowe zainstalowane na długich wysięgnikach oraz powierzchnie sterowe umieszczone w strumieniu gazów wylotowych z silnika turboodrzutowego.
Latające platformy nie weszły do produkcji seryjnej lecz doświadczenia zdobyte przy ich projektowaniu i konstrukcji zostały wykorzystane w późniejszych pracach nad  śmigłowcami, samolotami pionowego startu i lądowania oraz pojazdami kosmicznymi (zwłaszcza lądownikami księżycowymi).